# Lithosia
Genre
Lithosia est un genre de lépidoptères (papillons) de la famille des Erebidae et de la sous-famille des Arctiinae.
Une seule espèce de ce genre est présente en Europe : Lithosia quadra (Linnaeus, 1758), la Lithosie quadrille. D'autres sont présentes en Asie.